# CDS Carrera 32 (estación)
La estación sencilla CDS - Carrera 32 hace parte del sistema de transporte masivo de Bogotá llamado TransMilenio, el cual fue inaugurado en el año 2000.

## Ubicación
La estación está ubicada cerca al centro de la ciudad, específicamente en la Avenida Colón entre carreras 32 y 33. Se accede a ella a través de cruces semaforizados ubicados sobre estas vías.
Atiende la demanda de los barrios Estación Central, Pensilvania y sus alrededores.
En las cercanías están la Secretaría Distrital de Salud, la Unidad Permanente de Justicia (UPJ), la Biblioteca Universitaria Aduanilla de Paiba y la sede Paloquemao del SENA.

## Origen del nombre
La estación recibe su nombre de una de las vías de acceso (la carrera 32) y del Centro Distrital de Salud, sede de la Secretaría Distrital de Salud y de varios otros organismos del Distrito.

## Historia
La estación fue inaugurada en el año 2003, al inaugurarse la Troncal Calle 13 desde la estación De La Sabana hasta Puente Aranda.
Durante el Paro nacional de 2021, la estación sufrió diversos ataques que afectaron de forma considerable las puertas de vidrio y demás infraestructura de la estación, razón por la cual se encontró inoperativa.

## Servicios de la estación

### Servicios troncales
| Tipo                                            | Rutas al Norte | Rutas al Oriente | Rutas al Occidente |
| ----------------------------------------------- | -------------- | ---------------- | ------------------ |
| Ruta fácil                                      |                | 5                | 5                  |
| Expresos lunes a sábado todo el día             | B28            |                  | F28                |
| Expresos lunes a viernes hora pico de la mañana | A61            |                  |                    |
| Expresos lunes a viernes hora pico de la tarde  |                |                  | F61                |

### Esquema
| ← Occidente |         |         |            |
| Carrera 34  | F28F61  | 5       | Carrera 32 |
|             | Vagón 2 | Vagón 1 |            |
| Carrera 34  | 5A61    | B28     | Carrera 32 |
| Oriente →   |         |         |            |

### Servicios urbanos
Así mismo funcionan las siguientes rutas urbanas del SITP en los costados externos a la estación, circulando por los carriles de tráfico mixto sobre la Avenida Centenario, con posibilidad de trasbordo usando la tarjeta TuLlave:
| Código | Sector                          | Dirección     | Rutas    |
| ------ | ------------------------------- | ------------- | -------- |
| 368A07 | F Secretaría Distrital de Salud | AC 13 - KR 32 | A324A501 |
| 369A00 | F Br. Estación Central          | AC 13 - KR 33 | G501K324 |

## Ubicación geográfica
| Noroeste: Puente Aranda  | Norte: K Ciudad Universitaria - Lotería de Bogotá | Nordeste: Puente Aranda |
| Oeste: F Zona Industrial |                                                   | Este: E F Ricaurte      |
| Suroeste: Puente Aranda  | Sur: Puente Aranda                                | Sureste: G Comuneros    |